# Stay or Go
Stay or Go was een televisieprogramma op SBS6 dat werd gepresenteerd door Nance. In het programma stond de keuze tussen verbouwen (Stay) of verhuizen (Go) centraal. Er waren twee seizoenen in 2005 en 2006 met elk acht uitzendingen.

## Concept
Bertram Beerbaum is de architect die de deelnemers laat zien wat ze aan hun huidige woning zouden kunnen verbouwen. Sven Heinen is de makelaar die de mensen een aantal huizen laat zien als alternatief voor hun huidige woning.
Uiteindelijk wordt er met behulp van een internettest, samen met Nance een keuze gemaakt of de familie gaat verbouwen dan wel verhuizen. De uitslag van de test is definitief en moet zo spoedig mogelijk worden uitgevoerd.
Stay or Go is een gesponsord programma, het bedrijf Advance is de schakel tussen de producent Eyeworks en de adverteerders. Verder komt het idee en de daarbij behorende internettest bij Advance vandaan. Eyeworks heeft, samen met Advance de televisievariant ontwikkeld.
Het tweede seizoen van het programma werd uitgezonden op SBS6 en herhaald op Net5. Er keken iedere week (inclusief de herhaling) rond de half miljoen kijkers. In het laatste seizoen was de regisseur van het programma Jorrit van der Kooi.